# ヴィーナス (クラナッハ、フランクフルト)
『ヴィーナス』（独: Venus、英: Venus）は、ドイツ・ルネサンス期の画家ルーカス・クラナッハ (父) が1532年にブナ板上に混合技法で制作した絵画である。クラナッハは数々のヴィーナス像を描いたが、本作のようにキューピッドを伴なわない単身のヴィーナス像はきわめて稀であった。作品は、1878年に美術収集家であった実業家モリッツ・ゴンタルト (Moritz Gontard) 氏により寄贈されて以来、フランクフルトのシュテーデル美術館に所蔵されている。

## 作品
クラナッハは1509年に『ヴィーナスとキューピッド』 (エルミタージュ美術館) を描いたが、この作品はアルプス以北の絵画としては最初のヴィーナスの等身大裸体像であった。1520年代以降になると、クラナッハのヴィーナス像は多大な人気を博して世間に広まる。そうしたヴィーナスは通常、息子のキューピッドとともに表されるが、本作では彼女の母親としての役割は示されていない。代わりに、彼女は鑑賞者を誘惑する姿で立っている。
ヴィーナスは、薄いヴェールを使ったダンスを一時止めているかのようである。彼女の明るく照らされた肌は黒い背景とコントラストをなし、その優雅な曲線を浮かび上がらせる。ヴィーナスは自身の恥部をヴェールで覆っているが、それは覆いとしての用をなさない。むしろ、鑑賞者の視線を恥部に誘い、エロティックな刺激を強調する。このように女性の刺激を攻撃的なまでに放つ表現は、このヴィーナス像にのみ導入されていると美術史家たちは異口同音に述べている。
本作がどのような目的で描かれたのかは判然としないが、ヴィーナスが単身像で描かれたのは『ルクレティア』 (ウィーン美術アカデミー) のような絵画の対作品として制作されたためであると思われる。実際、『ユディト』と『ルクレティア』が1587年にザクセン選帝侯の宮廷内美術品収集室「クンストカンマ―」に収められていたと記録されている。本作も、人文主義的教養を持った高位に属する収集家の「クンストカンマ―」に掛けられた可能性がある。

## ギャラリー

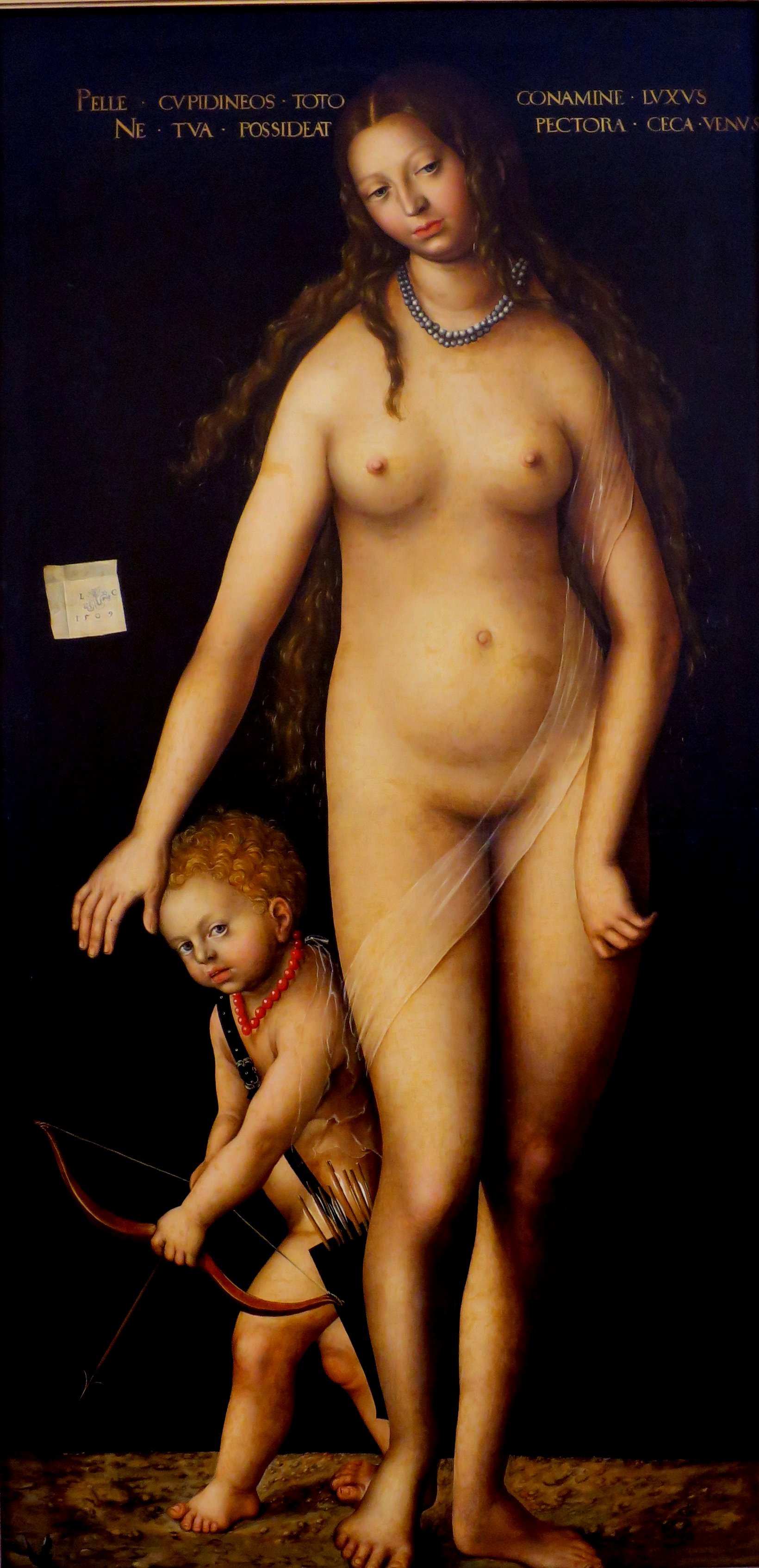
ルーカス・クラナッハ 『ヴィーナスとキューピッド』、エルミタージュ美術館、1509年
ルーカス・クラナッハ 『ヴィーナスとキューピッド』、絵画館 (ベルリン)、1530年
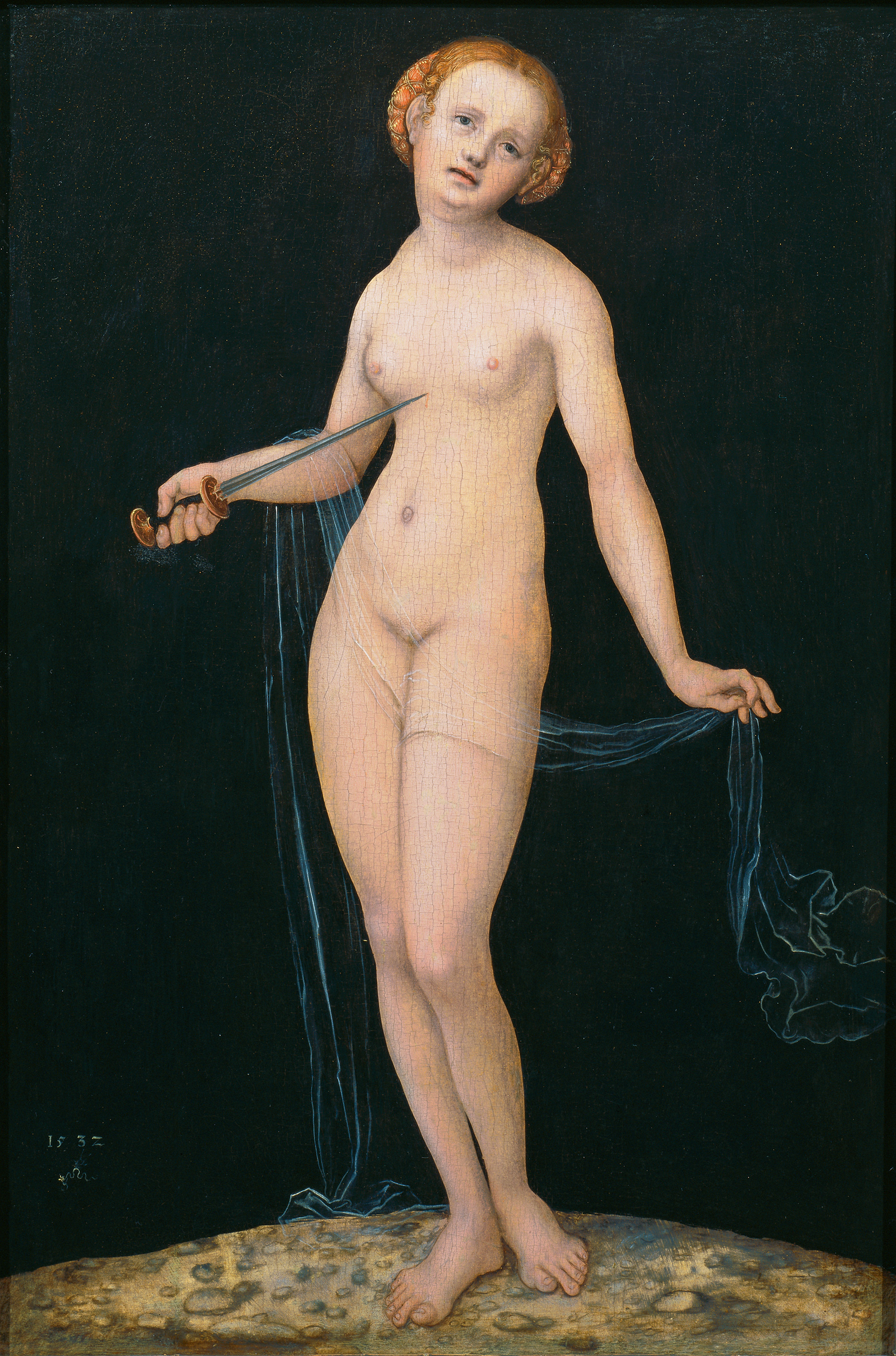
ルーカス・クラナッハ『ルクレティア』、ウィーン美術アカデミー、1532年